# Uhrichsville
Uhrichsville és una població dels Estats Units a l'estat d'Ohio. Segons el cens del 2000 tenia 5.662 habitants.

## Demografia
Segons el cens del 2000, Uhrichsville tenia 5.662 habitants, 2.254 habitatges, i 1.498 famílies. La densitat de població era de 764,4 habitants per km².
Dels 2.254 habitatges en un 34,2% hi vivien nens de menys de 18 anys, en un 47,8% hi vivien parelles casades, en un 14,4% dones solteres, i en un 33,5% no eren unitats familiars. En el 29,7% dels habitatges hi vivien persones soles el 15,8% de les quals corresponia a persones de 65 anys o més que vivien soles. El nombre mitjà de persones vivint en cada habitatge era de 2,51 i el nombre mitjà de persones que vivien en cada família era de 3,08.
Per edats la població es repartia de la següent manera: un 28,4% tenia menys de 18 anys, un 8,3% entre 18 i 24, un 28,8% entre 25 i 44, un 19,1% de 45 a 60 i un 15,5% 65 anys o més.
L'edat mediana era de 35 anys. Per cada 100 dones de 18 o més anys hi havia 84,9 homes.
La renda mediana per habitatge era de 28.617 $ i la renda mediana per família de 32.217 $. Els homes tenien una renda mediana de 28.138 $ mentre que les dones 17.132 $. La renda per capita de la població era de 13.144 $. Aproximadament el 12% de les famílies i el 14,6% de la població estaven per davall del llindar de pobresa.

## Poblacions més properes
El següent diagrama mostra les poblacions més properes.